# Gornyje Kluczi
Gornyje Kluczi – osiedle typu miejskiego w Rosji, w Kraju Nadmorskim. W 2010 roku liczyło 4586 mieszkańców.